# Grönryggig asit
Grönryggig asit (Philepitta schlegeli) är en fågel i familjen asiter inom ordningen tättingar.

## Utseende och läten
Grönryggig asit är en liten (12,5–14 cm), rund och kortstjärtad fågel med kort näbb och korta ben. Hanen har svart på huvuden med en stora hudflikar runt ögonen, grönfärgade framför och bakom och blått i mitten. Ryggen är grön med en gul nackkrage och även undersidan är gul. Honan är grön ovan och mörkstreckat ljusgul under. Den saknar hudflikarna men har en ljus bar ring runt ögat.

## Utbredning och systematik
Fågeln förekommer fläckvis i täta skogar på västra Madagaskar. Den behandlas som monotypisk, det vill säga att den inte delas in i några underarter.

### Familjetillhörighet
Tidigare bedömdes asiterna som närbesläktade med juveltrastarna (Pittidae) och placeras traditionellt i den egna familjen Philepittidae. En studie från 1993 visade att de istället är besläktade med brednäbbarna i Eurylaimidae och bäst borde beskrivas som en underfamilj inom denna grupp. Bland annat är morfologin på syrinx hos asiterna och albertinebrednäbben (Pseudocalyptomena graueri) mycket lika. Idag delas istället familjen brednäbbar upp i två, praktbrednäbbar (Eurylaimidae) och grönbrednäbbar (Calyptomenidae), vilket resulterar att asitierna fortsatt kan behandlas som en egen familj.

## Status
IUCN kategoriserar arten som nära hotad.

## Namn
Fågelns vetenskapliga artnamn hedrar den tyske ornitologen Hermann Schlegel (1804-1884).